# Перібея
Перібе́я, рідко Перібо́йя (грец. Περίβοια) — німфа, дружина Ікарія, мати Пенелопи, можливо, також Амфітріти.
Перібея — друга дружина Теламона, мати Аякса Теламоніда;
Перібея — одне з імен дружини аргоського царя Поліба Меропи, названої матері Едіпа.